# Ulrike Gräßler
Ulrike Gräßler (Eilenburg, 17 maggio 1987) è un'ex saltatrice con gli sci tedesca.

## Biografia
Ha debuttato in Coppa Continentale, la massima competizione femminile di salto prima dell'istituzione della Coppa del Mondo nella stagione 2012, il 23 luglio 2004 a Park City, giungendo 10ª.
In Coppa del Mondo ha esordito nella gara inaugurale del 3 dicembre 2011 sul trampolino Lysgårdsbakken di Lillehammer (11ª) e il 15 gennaio 2012 in Val di Fiemme ha ottenuto il primo podio (3ª).
In carriera ha partecipato a un'edizione dei Giochi olimpici invernali, Soči 2014 (22ª nel trampolino normale), e a quattro dei Campionati mondiali, vincendo due medaglie.

## Palmarès

### Mondiali
- 2 medaglie:
  - 1 argento (tramplino normale a Liberec 2009)
  - 1 bronzo (gara a squadre mista dal trampolino normale a Val di Fiemme 2013)

### Coppa del Mondo
- Miglior piazzamento in classifica generale: 4ª nel 2012
- 2 podi (entrambi individuali):
  - 2 terzi posti

### Coppa Continentale
- Miglior piazzamento in classifica generale: 2ª nel 2007 e nel 2010
- 21 podi (tutti individuali):
  - 15 vittorie
  - 21 secondi posti
  - 17 terzi posti

### Campionati tedeschi
- 4 medaglie[1]:
  - 1 oro (trampolino normale a Garmisch-Partenkirchen 2010)
  - 3 argenti (trampolino normale a Klingenthal 2007; trampolino normale a Meinerzhagen 2008; trampolino normale a Oberhof 2011)